# Бурый карепрокт
Бурый карепрокт (лат. Careproctus fulvus) — вид морских лучепёрых рыб рода карепроктов из семейства липаровых.

## История изучения
Вид описан Н. В. Черновой по шести образцам (голотип и пять паратипов), поднятым в сентябре 2012 года тралом судна "Дальние Зеленцы" с глубин 190–414 м из Карского моря близ восточного побережья Новой Земли.
Видовое название fulvus в переводе с латыни означает «бурый», что указывает на окраску тела.

## Описание
Тело очень высокое, массивное, длина самых крупных самки и самца составляет 224 и 198 мм соответственно. Голова крупная, клиновидно сужается кпереди (при виде сверху). Ноздрей одна пара, расположены на уровне горизонтали зрачка. Рот горизонтальный, край рта находится на вертикали зрачка. Во рту на каждой ветви челюстей по 20 косых рядов простых мелких зубов (спереди в полных рядах по 6-7 зубов). Зубы из дёсен выступают слабо. Жаберная крышка округлой формы, смещена вниз. Нижний край жаберного отверстия доходит до верхнего луча грудного плавника. На первой дуге 7 жаберных тычинок бугорковидной формы с шипами на верхушке. Диск вогнутый, округлый, с чётко отграниченной хрящевой каймой, из-за налегающей сзади складки полового отверстия деформирован. Сразу позади диска (на вертикали зрачка) расположен анус. Под кожей расположен толстый слой студенистой ткани. Вся поверхность кожи покрыта множеством мелких кактусовидных шипов в виде розеток из 8-9 игл.
Прижизненный окрас взрослых особей буро-коричневый с пятнами оранжевого цвета, перитонеум светлый. Молодь дымчатая. У фиксированных нерестовых рыб тело чернеет, покрывается пятнами осветления-депигментации.
Число позвонков варьирует от 60 до 62 (у голотипа 62 позвонка, из которых 12 туловищных и 50 хвостовых). Плевральные рёбра в две пары на 9-10 позвонках, тонкие. Лучей в спинном плавнике 53-56, в анальном — 48-49, в грудных — по 30, в хвостовом — 11 (9 основных и два краевых сверху и снизу). Спинной и анальный плавника широкие, на 2/5 длины хвоста их лучи скрыты в мягкой студенистой ткани.
Уральная папилла самок мелкая, в виде бугорка. Икра светло-желтая, диаметром около 3,5 мм. Урогинетальная папилла самцов крупная, в форме крючка.

## Биология
Редкий, ведущий придонный образ жизни вид (ни разу не встречен в пелагических тралах), ограниченно распространённый в пределах шельфовой депрессией Новоземельского жёлоба.

### Половой диморфизм
Самки (133– 224 мм) крупнее самцов (164–198 мм). Самцы темнее самок, с более высоким и узким телом, более широкими непарными плавниками, более круглой головой. На подбородке у самцов выражен валик студенистой ткани, за ним открываются поры сейсмосенсорных органов.

### Спонгиофилия
Бурые корепрокты мечут икру внутрь парагастральных полостей стеклянных губок Schaudinnia rosea (две кладки были подняты тралом с глубин 320–370 м). Икра образует кладки величиной с плод грецкого ореха.